# Ascher Ländchen
Koordinaten: 50° 15′ N, 12° 12′ O

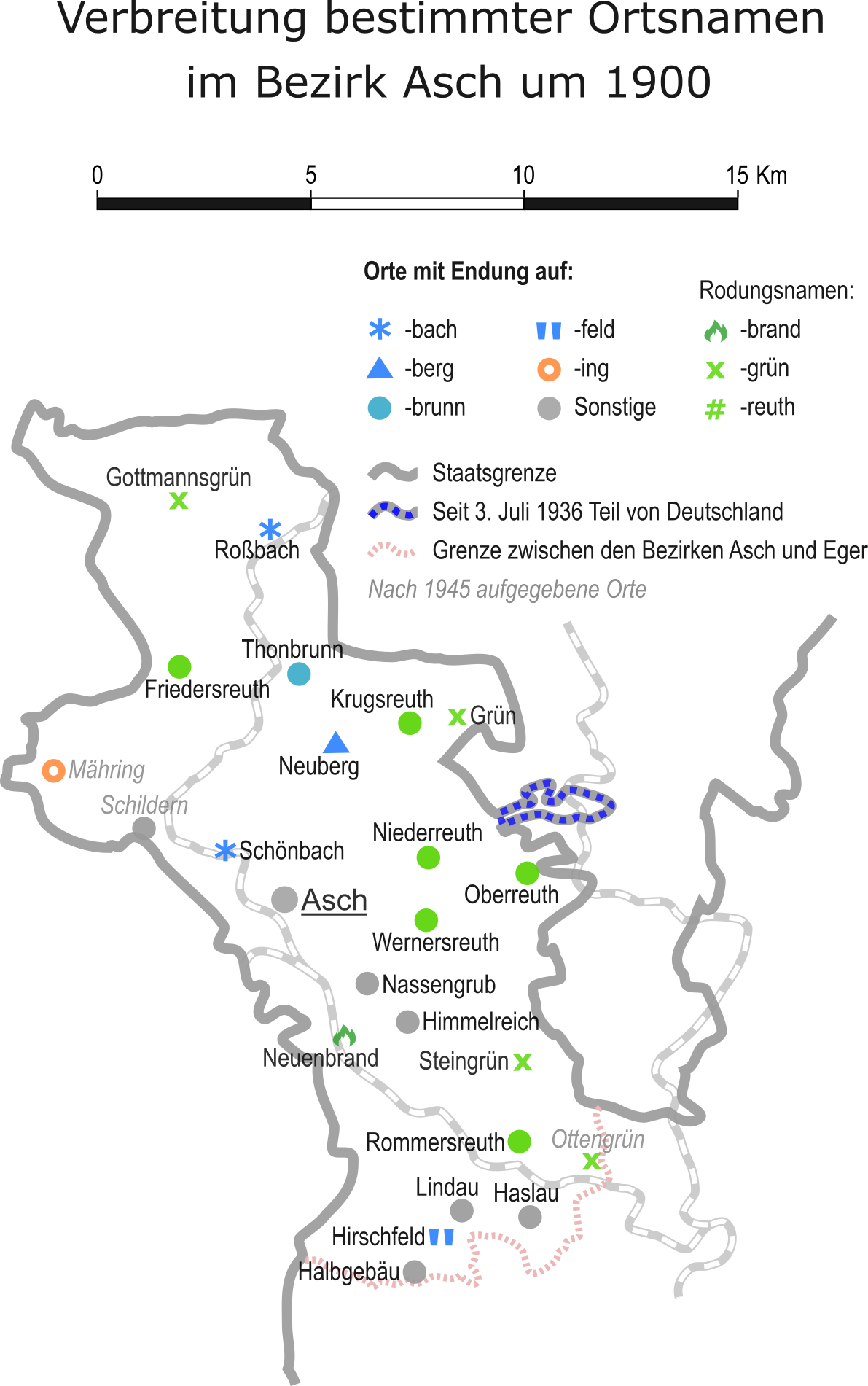
Die verschiedenen deutschen Ortsnamen im Bezirk Asch

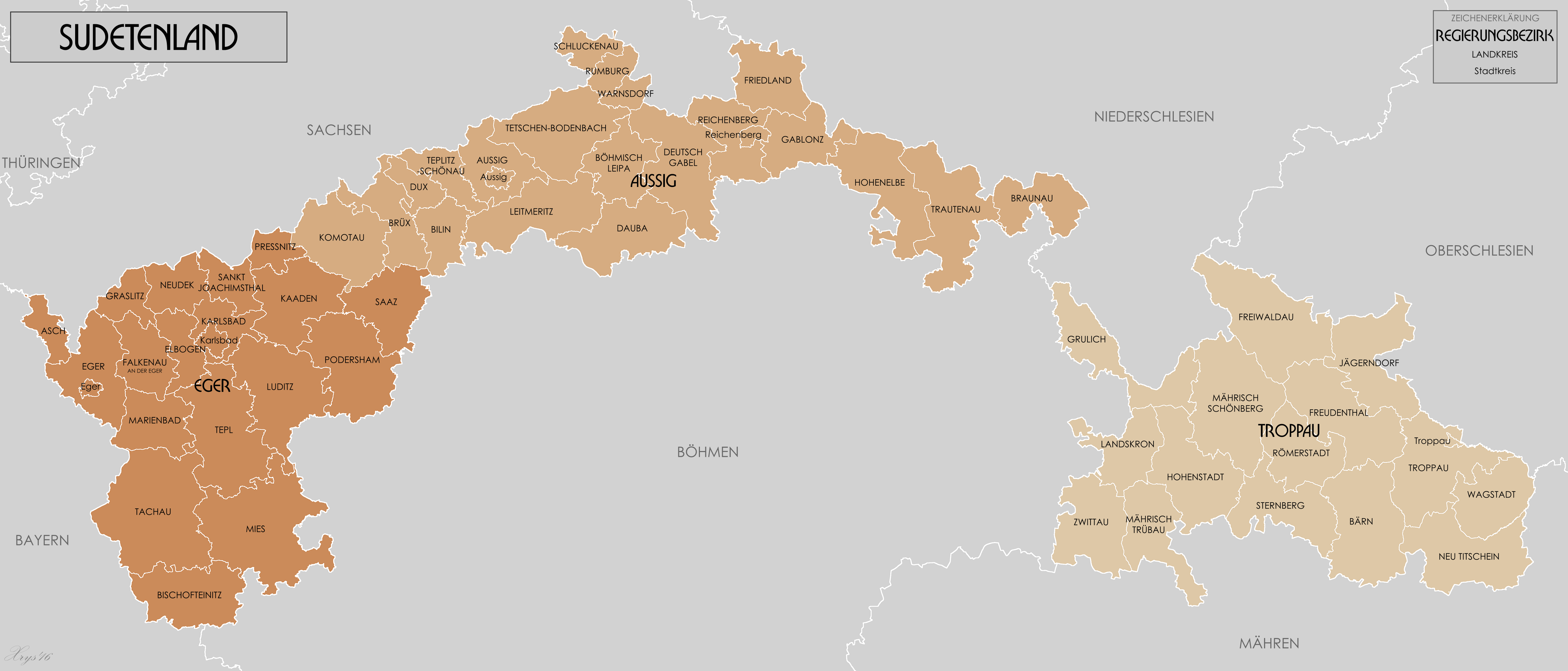
Das Ascher Ländchen entsprach etwa dem Landkreis Asch im Reichsgau Sudetenland, bzw. dem Vorläufer Bezirk Asch im Königreich Böhmen und in der Tschechoslowakei.

Ascher Ländchen (tschechisch: Ašsko oder Ašský výběžek) ist die historische Bezeichnung des Gebietes um Asch, heute Aš in Tschechien.
Das Ascher Ländchen heißt auch „Ascher Zipfel“ nach der Form des Verlaufs der deutsch-tschechischen Grenze in diesem Bereich.

## Geschichte
Historisch hat sich das Ascher Ländchen aus dem Egerland herausentwickelt, dazu beigetragen haben die Vögte von Weida, die ihren Einflussbereich auszubauen versuchten. Daher rührt auch die Bezeichnung böhmisches Vogtland. Ähnlich dem benachbarten Schönbacher Ländchen ist das Ascher Ländchen ein weitgehend geschlossenes Gebiet. Als Lehensgebiet war es von Steuern und anderen Abgaben befreit. Neben den Vögten gewann die Familie von Neuberg zunehmend an Bedeutung. Durch Erbe folgte ihr die Familie von Zedtwitz, die bereits in der näheren Umgebung begütert war, u. a. mit dem Stammsitz im Hofer Land und der südlich gelegenen Herrschaft Liebenstein (Libá). Trotz anwaltschaftlicher Intervention durch Johann Stephan Pütter verleibten sich die Habsburger die bis dahin als reichsfrei geachtete Grafschaft Zedtwitz ein. Auch nach der Übernahme durch Ferdinand I. behielt das Ascher Ländchen u. a. wegen des Verbleibs beim protestantischen Bekenntnis eine Sonderstellung.
In Ausführung des Vertrages zwischen dem Deutschen Reich und der Čechoslovakischen Republik über Grenzwasserläufe und Gebietsaustausch an der preußischen Strecke der deutsch-čechoslovakischen Grenze vom 31. Januar 1930 wurde zwischen beiden Staaten am 27. September 1935 ein weiterer Vertrag über Grenzwasserläufe auf der sächsischen und der bayerischen Strecke der Grenze sowie über einen Gebietsaustausch an der Grenze abgeschlossen. Darin erfolgte zum 3. Juli 1936 die Abtretung der 93 ha großen  Niederreuther Halbenklave an das Deutsche Reich. Der aus Teilen des Rohrichwaldes und dem Grenzwirtshaus „Zum Schimmel“ bestehende Zipfel wurde landläufig wegen seiner Gestalt als Schimmelzunge bezeichnet und in die sächsische Gemeinde Raun eingegliedert. 
Im Münchner Abkommen (29. September 1938) zwangen Hitler und sein Regime die Tschechoslowakei dazu, das Ascher Ländchen wie auch das gesamte Sudetenland an das Deutsche Reich abzutreten.
Nach dem Ende des Zweiten Weltkrieges konfiszierte die Regierung unter Staatspräsident Beneš das Hab und Gut aller Deutschen (und Ungarn) in der Tschechoslowakei. In den Jahren 1945 und 1946 wurden rund drei Millionen Menschen vertrieben. 
Das Ascher Ländchen ist bis heute deutlich dünner besiedelt als vor 1945. Viele Dörfer und Flecken existieren nicht mehr, weil die Region durch ihre besondere Grenzlage wenig attraktiv für tschechische Zuwanderer war.
In der Volkszählung 1930 wurden auf dem heutigen Gemeindegebiet von Aš 28.916 Menschen gezählt, in Hranice weitere 6.922. Bei der nächsten Zählung 1950 waren es nur noch 12.484 bzw. 3.160. Während in Aš die Einwohnerzahl später überwiegend konstant blieb (12.804, 1. Januar 2023), sank sie in Hranice auf 2.087 (1. Januar 2023) weiter ab. Wenn auch, laut Volkszählung 2021, mit ca. 2 – 4 % auf niedrigem Niveau, so gehört das Ascher Ländchen bis heute, immer noch zu den Gebieten mit den höchsten Anteil der deutschen Minderheit in Tschechien.